# Juan Perez Sound
De Juan Perez Sound is een sound in het westen van Brits-Columbia in Canada.

## Geografie
De sound ligt voor de oostkust van Moresby Island in de eilandengroep Haida Gwaii. Ten zuiden van de sound ligt Burnaby Island, ten noorden ligt Ramsay Island, enkele kleinere eilanden en Lyell Island. In het noordwesten mondt de Darwin Sound uit op de sound en in het oosten ligt de Hecate Strait.
Het waterlichaam ligt in de mariene ecoregio Noord-Amerikaans Pacifisch Fjordland.

## Geschiedenis
De sound is vernoemd naar Juan José Pérez Hernández, die een van de eerste Europese ontdekkingsreizigers in de regio was.